# Lacul Podrăgel
Lacul Podrăgel este un lac glaciar alpin situat în Căldarea Podrăgelului, vecină cu cea a lacului Podragu, despărțite fiind de muchia Podragului din Munții Făgăraș. Podrăgelul este situat la altitudinea de 2 030 m, are o adâncime de 3,9 m și o suprafață de 0,7 ha.